# Riva Palacio
Riva Palacio è un comune del Messico, situato nello stato di Chihuahua, il cui capoluogo è la località di San Andrés.